# Manfred Müller (Politiker, 1961)
Manfred Müller (* 21. Januar 1961 in Atteln) ist ein deutscher Diplom-Verwaltungswirt (FH). Im Kreis Paderborn bekleidete er 28 Jahre lang kommunale Spitzenämter, zuletzt als Landrat.

## Leben
Manfred Müller wurde am 21. Januar 1961 in der Gemeinde Atteln, Kreis Büren, geboren.
1983 heiratete er Petra Merla aus Wewer, mit der er eine Tochter  hat. Petra Müller starb 2005.
Im August 2010 heiratete er seine Lebensgefährtin Elke Rawisch de Terán.

### Berufslaufbahn
Sein Abitur legte er 1980 am Reismann-Gymnasium in Paderborn ab.
Von 1981 bis 1984 studierte er in Soest an der Hochschule für Polizei und Öffentliche Verwaltung NW und schloss als Jahrgangsbester ab. Er wurde Referatsleiter Finanzen im Baudezernat der Stadt Paderborn. 1995 bis 1999 war er Geschäftsführer der Sander Lippesee-Gesellschaft Kommunale GmbH.

### Politische Laufbahn
1989 wurde Manfred Müller für die CDU Mitglied im Rat der Stadt Lichtenau und 1992 ehrenamtlicher Bürgermeister der Stadt Lichtenau. Er war damit der jüngste Bürgermeister in Nordrhein-Westfalen. 1999 wurde er mit etwa 79 % der Stimmen zum ersten hauptamtlichen Bürgermeister Lichtenaus gewählt. In dieser Zeit wurden die Grundlagen für die „Energiestadt Lichtenau“ gelegt, u. a. mit der Einrichtung des Technologiezentrums für Regenerative Energien.
Nach der Kommunalwahl vom 26. September 2004 löste er den vorherigen Landrat Rudolf Wansleben im Kreis Paderborn zum 1. Oktober 2004 ab. Müller wurde zweimal als Landrat wiedergewählt, im Jahr 2009 mit 70 % der Stimmen und am 25. Mai 2014 mit 64,3 %. 2020 stellte er sich nicht noch einmal zur Wahl. Christoph Rüther wurde im November 2020 sein Nachfolger.
Der Kreis Paderborn bildete in Müllers Wahlzeit 60 Mill. Euro Pensionsrücklagen und baute über 30 Mill. Euro Schulden ab, so dass der Kreis zum Ende seiner Amtszeit praktisch schuldenfrei war. Hohe Investitionen in den Umwelt- und Klimaschutz (Renaturierungen von Flüssen, Natur- und Landschaftsschutz, Abfall, Gebäudesanierung) prägten seine Amtszeit. In seiner Zeit wurde das Kreismuseum Wewelsburg als international anerkannte Erinnerungs- und Gedenkstätte fortentwickelt und modernisiert mit über 100.000 Besucher(innen) pro Jahr. Das von einer Stiftung betriebene Klostermuseum Dalheim entwickelte er als Stiftungsvorstandsmitglied weiter.
Müller gehörte zu den Begründern der Digitalen Modellregion Ostwestfalen-Lippe und war als langjähriger Sprecher der Landräte aus OWL sowie Vorsitzender der Gesellschafterversammlung der OWL GmbH Mitinitiator der Regionale „UrbanLand“, die eine Fülle von regionalen Infrastruktur-Aktivitäten auslöste. Er war immer wieder als Koordinator und Mediator gefragt.
Als Landrat trieb er die Fusion der Sparkassen Paderborn und Detmold voran und war acht Jahre deren Verwaltungsratsvorsitzender und fünf Jahre stv. Vorsitzender. Außerdem saß er in zahlreichen Aufsichtsräten und Gesellschafterversammlungen (u. a. Westfalen-Weser Netz bzw. Energie, Kurverwaltung Bad Wünnenberg, Medizinisches Zentrum Bad Lippspringe). Er setzte sich für die Medizinische Fakultät OWL ein und ist bis heute Mitglied in deren Externen Beirat sowie im Vorstand der Förderung der Medizinischen Fort- und Ausbildung in OWL.
Müller war Vorsitzender des Ausschusses für Wirtschaft und Verkehr des Landkreistages NW sowie stv. Vorsitzender des entsprechenden Ausschusses auf Bundesebene (DLT). Er gehörte zu den Gründern des Vereine für mittelstandsfreundliche Kommunalverwaltung und war mehrere Jahre deren Bundesvorsitzender.
Auf europäischer Ebene vertrat er den Deutschen Landkreistag in europäischen Gremien und war für die Deutsch-Griechische Versammlung mehrfach zu Beratungen griechischer Kommunen in Athen bzw. auf der Peloponnes sowie auf Einladung der Konrad-Adenauer-Stiftung für einen Vortrag über die Förderung ländlicher Räume in Jinang (China) geladen.

### Selbstständige Tätigkeit als Berater
Seit dem Ausscheiden aus den politischen Ämtern ist Müller als selbstständiger Berater für kommunale Planungen, Innovationen (z. B. Wasserstoff), Personal, Öffentlichkeitsarbeit und Marketing, Führung, Mediationen und Fundraising haupt- und ehrenamtlich tätig.